# La Couyère
La Couyère település Franciaországban, Ille-et-Vilaine megyében. Lakosainak száma 447 fő (2022. január 1.). La Couyère Coësmes, Janzé, Lalleu, Sainte-Colombe, Thourie és Tresbœuf községekkel határos.

## Népesség
A település népességének változása:
| Lakosok száma | 472  | 383  | 360  | 453  | 508  | 512  | 479  | 455  | 453  | 447  |
|               | 1968 | 1982 | 1990 | 2006 | 2013 | 2015 | 2017 | 2019 | 2020 | 2022 |